# Onosma longilobum
Onosma longilobum är en strävbladig växtart som beskrevs av Bge. Onosma longilobum ingår i släktet Onosma och familjen strävbladiga växter. Inga underarter finns listade i Catalogue of Life.